# Раннє царство (Стародавній Єгипет)
Раннє царство, або Архаїчна епоха  — найперший династичний період в історії Стародавнього Єгипту, період правління першої та другої династій фараонів. Більшість археологів вважає, що він тривав з 3120 по 2649 роки до н. е.
Фараони перших двох династій були родом, можливо, з верхньоєгипетського ному Тініс, який розташувався в середній частині Верхнього Єгипту. Тут, в околицях Абідосу, які в майбутньому прославляться, як центр культу бога мертвих Осіріса, при розкопках були знайдені гробниці фараонів Раннього царства — Джера, Семерхета, Каа та ін. У складі царської титулатури імен цих фараонів, як і у складі імені фараона Хор-Аха, згадувався бог у подобі сокола — Гор, заступник більшості фараонів Раннього царства.
Основою економічного життя було сільське господарство: іригаційне рільництво, переважало у Верхньому Єгипті. Землі дельти Нілу були придатними для пасовиськ і скотарства.

## Хронологія
- Близько 3120 до н. е. — початок династичної історії Стародавнього Єгипту: перший правитель, пізніше названий фараоном, відомий за працями Манефона як Менес (Міна, згідно з давніми надписами, правитель Верхнього Єгипту Нармер Хор Аха) об'єднав Верхнє і Нижнє царства Єгипту в єдину державу, що символізувала подвійна червоно-біла корона. Столицею об'єднаного Єгипту (Дві землі) став Мемфіс на кордоні Верхнього і Нижнього Єгипту. Для фараонів будуються мастаби (глинобитні гробниці) біля міста Тіне. По смерті Менеса правлять ще 7 або 8 фараонів I династії — «Послідовники Гора (бога-сокола)».
- Близько 2900 до н. е. — перші військові походи єгипетських фараонів у Північну Нубію. Боротьба Єгипту з бедуїнами, які контролювали мідні копальні Синайського півострова. Як наслідок, Єгипет опинився в частковій ізоляції. Тривають війни з сусідами: кушитами (нубійцями) — на півдні та з лівійцями — на заході.
- Близько 2800 до н. е. — єгипетські жерці досягають високого рівня знань в геометрії (визначення числа пі, площі фігур) і астрономії (визнчення руху планет, групування зірок на сузір'я).
- Близько 2725 до н. е. — стрімко розвивається зовнішня морська торгівля Єгипту, спочатку з фінікійським Біблом в Лівані, потім з Пунтом, який розташовувався, ймовірно, на території сучасної держави Сомалі.